# كارلتون إل. ماكميلان
كارلتون إل. ماكميلان هو سياسي كندي، ولد في 1903، وتوفي في 1978. نشط حزبياً في الحزب الليبرالي في نوفا سكوشا ‏. وقد انتخب عضو مجلس نواب نوفا سكوشا ‏.